# 大鳞红景天
大鳞红景天（学名：Rhodiola macrolepis）为景天科红景天属的植物，为中国的特有植物。分布于中国大陆的四川等地，生长于海拔2,130米的地区，多生于山坡上，目前尚未由人工引种栽培。